# Robert Ouko (político)

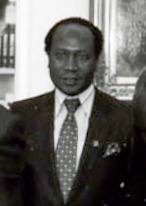
Robert Ouko en 1981.

Robert John Ouko, nacido en Nyahera el 31 de marzo de 1931 y asesinado en Koru el 12 de febrero de 1990, fue un político keniano, ministro varias veces en los gobiernos de Daniel Arap Moi entre 1979 y 1990.

## Primeros años
Robert Ouko nació en el seno de la tribu luo, y recibió su educación primaria en la escuela primaria de Ogada y en la de Nyang’ori. Estudió luego en la Siriba Teachers Training College convirtiéndose en maestro de primaria.
En 1955 logró el puesto de inspector de finanzas públicas de Kisii en el distrito de Nyanza Sur. Al mismo tiempo, estudiaba por correspondencia para obtener el certificado en educación en la Cambridge School, lo que le permitió estudiar entre 1958 y 1962 en la Universidad de Adís Abeba en Etiopía, un máster en administración pública, ciencias económicas y ciencia política. En 1962 obtuvo un diploma en relaciones internacionales y diplomacia en la Universidad Makerere de Uganda.

## Vida política
Poco antes de la independencia de Kenia en 1963, trabajó como secretario adjunto del gobernador británico Patrick Muir Renison y en diciembre se convirtió en secretario permanente en el nuevo ministerio de trabajo keniata. En 1969 accedió al puesto de ministro de finanzas y de la administración de la Comunidad del África Oriental y después y hasta la disolución de esta última en 1977 lo fue de economía y mercado común. En 1978 se convirtió en miembro designado del parlamento keniano y ministro de economía y asuntos sociales en el gobierno de Daniel Arap Moi
Elegido como diputado en las elecciones de 1979, se convirtió en el nuevo ministro de asuntos exteriores. Reelegido en 1983 y designado ministro de trabajo. Tras un viaje oficial a Washington, Ouko entonces ministro de exteriores, desapareció la noche del 12 de febrero de 1990 en su propiedad de Koru, cerca de Muhoroni. Se encontró su cuerpo sin vida en la colina próxima de Got Alila el 16 de febrero. Su cuerpo estaba mutilado con signos de tortura. Su asesinato nunca se resolvió. 